# Parafia św. Katarzyny w Klonówce
Parafia Świętej Katarzyny w Klonówce – parafia rzymskokatolicka, znajdująca się w diecezji pelplińskiej, w dekanacie Pelplin.